# Stadion Zimbru
Stadion Zimbru (rumunsky Stadionul Zimbru) je fotbalový stadion v moldavském hlavním městě Kišiněvě. Otevřen byl roku 2006. Má kapacitu 10 400 diváků. Splňuje všechna kritéria UEFA a FIFA pro mezinárodní utkání (dle měřítek UEFA spadá do kategorie 4). Je domovským stánkem Moldavské fotbalové reprezentace a klubu Zimbru Kišiněv. V letech 2009–2012 byl domovem i klubu Dacia Kišiněv. Stavbu stadionu platily společně klub Zimbru a Moldavský fotbalový svaz, vyšla na 11 milionů dolarů. Trvala 27 měsíců. Zahajovací zápas se konal 20. května 2006 mezi Zimbru a Křídly Sovětů Samara. K nejslavnějším momentům národního týmu na stadionu patří vítězství 3:2 nad Polskem v kvalifikaci na mistrovství Evropy 2024.
V přímé souvislosti s ruskou invazí na Ukrajinu v červnu 2022 UEFA rozhodla, že v Podněstří se nebudou hrát žádné pohárové zápasy. Proto FC Šeriff Tiraspol v sezóně 2022/23 Evropské ligy UEFA a Evropské konferenční ligy UEFA odehrál domácí utkání na tomto stadionu.